# Коханов, Тимофей Сергеевич
Коханов Тимофей Сергеевич (1901 — ???) — навалоотбойщик шахты № 19-20 (будущая имени Т. Г. Шевченко) комбината, Красноармейскуголь, Герой Социалистического Труда.

## Биография
Родился в 1901 году в селе Жёлтое Бахмутского уезда Екатеринославской губернии, ныне Покровского района Донецкой области Украины, в крестьянской семье. Украинец по национальности. В школе не учился.
Трудовую деятельность начал в 11 лет, пастухом в экономии в своем селе. В 1914 году пришёл работать на рудник «Лысая гора», сначала дверовым, затем коногоном, плитовым. В начале 20-х годов шахты № 19 и № 20 Лысогорского рудника были объединены в одно предприятие. Коханов продолжал работать на шахте забойщиком, навалоотбойщиком. В 1935 году окончил курсы ликбеза. В 1940 году вступил в ВКП(б)/КПСС.
В октябре 1941 года с другими шахтёрами был эвакуирован на восток, в Казахстан. Работал навалоотбойщиком на шахте № 1 в городе Караганда. Его бригада постоянно перевыполняла норму и выдала на-гора многие тысячи тонн коксующегося угля.
После освобождения Донбасса в декабре 1943 года вернулся обратно. Участвовал в восстановлении шахты, затем продолжил работать навалоотбойщиком. Добился ритмичной, слаженной работы своего небольшого коллектива. Сформировал молодёжную бригаду, которая выполняла задания на 160—180 %, а сам он довёл личную выработку до 230 %.
Указом Президиума Верховного Совета СССР от 28 августа 1948 года за выдающиеся успехи в деле увеличения добычи угля, восстановления и строительства угольных шахт и внедрение передовых методов работы, обеспечивающих значительный рост производительности труда, Коханову Тимофею Сергеевичу присвоено звание Героя Социалистического Труда с вручением ордена Ленина и золотой медали «Серп и Молот».
Продолжал работать на той же шахте, с марта 1953 года — помощником начальника участка. Отдал угольной промышленности около 50 лет. В 1965 году вышел на пенсию.
Жил в городе Красноармейск (с 2016 года — Покровск) Сталинской (с 1961 года — Донецкой) области.

## Награды
Награждён двумя орденами Ленина (28.08.1948; 04.09.1948), медалями, в том числе «За трудовое отличие» (17.02.1939), «За восстановление угольных шахт Донбасса».